# Turó de la Castellona
El Turó de la Castellona és una muntanya de 168 metres que es troba al municipi de Vidreres, a la comarca de la Selva.